# Santiago Yaveo
Santiago Yaveo là một đô thị thuộc bang Oaxaca, México. Năm 2005, dân số của đô thị này là 5503 người.